# 久麻伎
久麻伎（くまぎ、生没年不明）は、7世紀の人物で、朝鮮半島沖の済州島にあった耽羅国の王子（せしむ）である。名は久麻芸とも書く。669年、673年、675年の3度、日本への使者に立った。
3度の来日は、どれも『日本書紀』に記されている。久麻伎の最初の来日は天智天皇8年（669年）3月11日で、耽羅の貢献の使者として来た。18日に五穀の種を与えられて帰った。
ついで天武天皇2年（673年）閏6月8日に、王子久麻芸は都羅、宇麻とともにふたたび朝貢した。同時期に新羅も即位祝賀の使者と前天皇の弔喪の使者を送った。ともに筑紫にあったが、8月25日に新羅の即位祝賀の使者だけが呼び寄せられ、久麻芸は帰国を命じられた。天武天皇は（壬申の乱によって）新たに天下を平らげて即位したので祝賀の使者にしか会わない、寒くて波が荒れる時なので長く逗留せず帰国せよという理由であった。この言からすると、久麻芸らは弔使であった。帰国に際し、耽羅の王と久麻芸に大乙上の位と錦繍で飾られたその冠を授け、百済の佐平位と同格とした。久麻芸らは筑紫から帰国した。
3度目は天武天皇4年（675年）で、8月1日に調使として王子久麻伎が筑紫に着いた。これで久麻伎の記録は途切れるが、9月27日には耽羅の王姑如が難波に到着したことが記される。王と王子が行をともにしたかは史料上明らかでないが、同行したとすると、翌年の2月24日に船1艘を与えられ、7月8日に帰国した。